# Chrustenice
Chrustenice (en allemand : Unterholz) est une commune du district de Beroun, dans la région de Bohême-Centrale, en République tchèque. Sa population s'élevait à 983 habitants en 2020.

## Géographie
Chrustenice est arrosée par la rivière Loděnice et se trouve à 7 km au nord-est de Beroun et à 22 km à l'ouest-sud-ouest du centre de Prague.
La commune est limitée par Chyňava à l'ouest et au nord, par Nenačovice et Drahelčice au nord, par Rudná à l'est, et par Nučice, Loděnice et Vráž au sud.

## Histoire
La première mention écrite de la localité date de 1037.

## Galerie

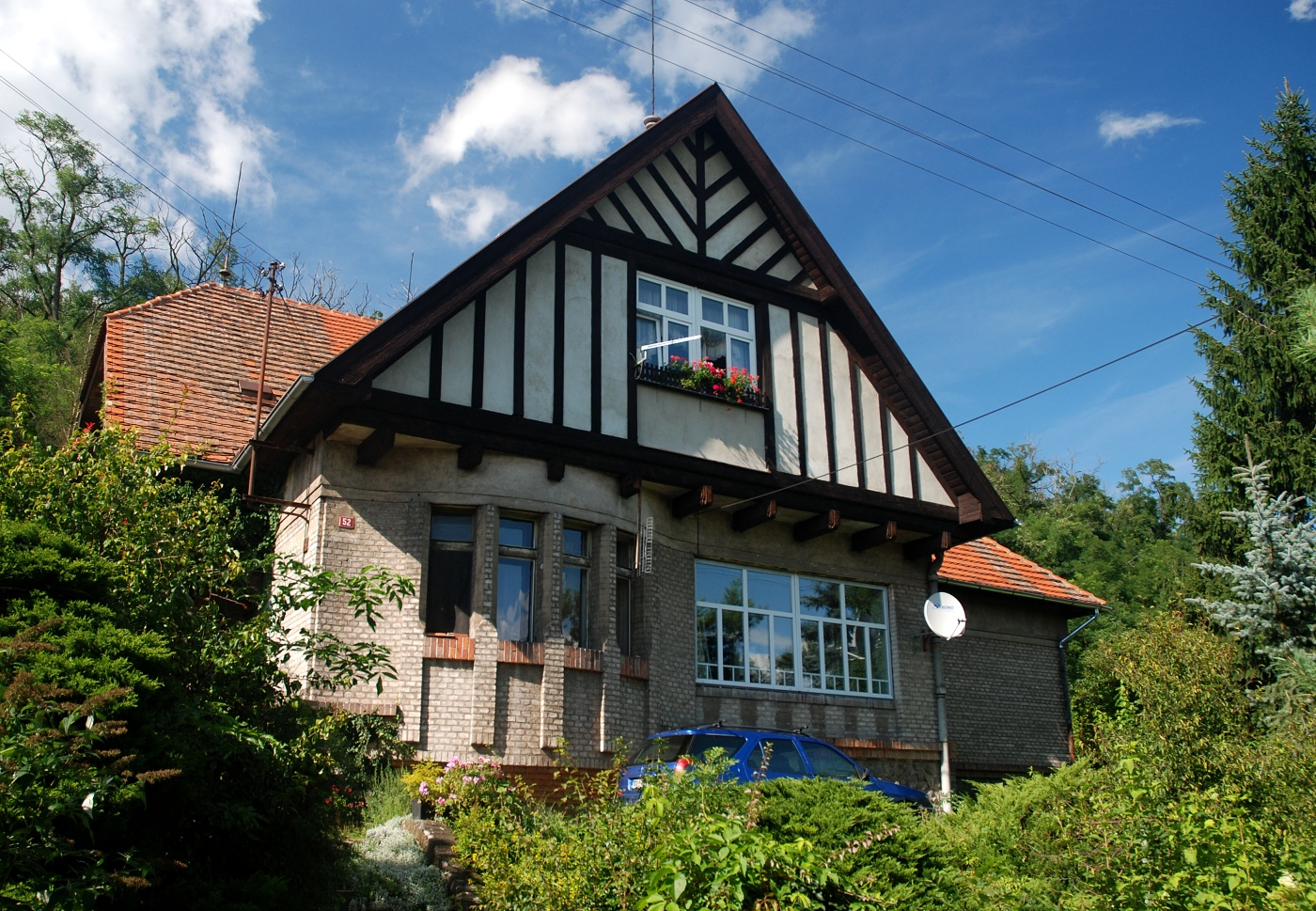
Villa Götzova en 2011.
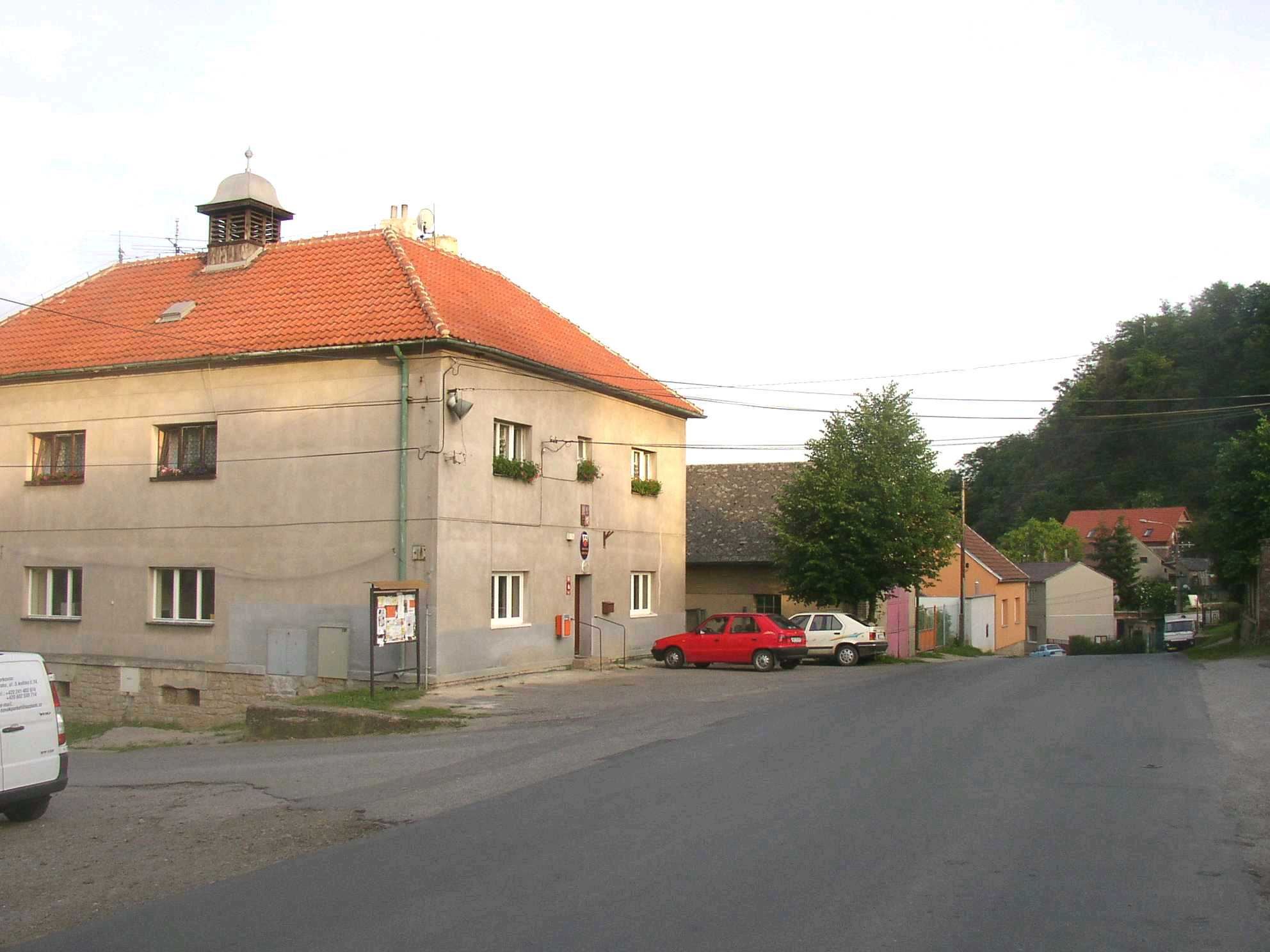
Chrustenice : la mairie.